# Tito Lucrezio Caro
(Tito Lucrezio Caro, De rerum natura, II, 14-16, traduzione di Luca Canali)
Tito Lucrezio Caro (in latino Titus Lucretius Carus, pronuncia classica, o restituita: [ˈtɪ.tʊs lʊˈkreː.tɪ.ʊs ˈkaː.rʊs], pronuncia all'italiana, o ecclesiastica: /ˈtitus luˈkrɛtt͡sjus ˈkarus/; Pompei o Ercolano, 98/94 a.C. – Roma, 15 ottobre 50 a.C. o 55 a.C.) è stato un poeta e filosofo romano, seguace dell'epicureismo.

## Biografia
(Sofronio Eusebio Girolamo, Chronicon, fatti dell'anno 94 a.C.)

### Fonti antiche

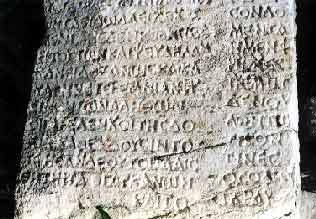
Una parte dell'iscrizione di Diogene di Enoanda, in una delle prime fotografie scattate: Diogene ricorda un epicureo romano chiamato «Caro», identificabile con Lucrezio

La vita di Lucrezio è quasi del tutto ignota. Egli non compare mai sulla scena politica romana, né sembra esistere negli scritti dei contemporanei, in cui non viene mai citato, eccezion fatta per la lettera di Cicerone ad Quintum fratrem II 9, contenuta nella sezione Ad familiares, in cui il celebre oratore accenna all'edizione, forse postuma, del poema di Lucrezio, che egli starebbe curando. Ma in scrittori romani successivi egli viene spesso citato: ne parlano Seneca, Frontone, Marco Aurelio, Quintiliano, Ovidio, Vitruvio, Plinio il Vecchio, senza tuttavia fornire nuove informazioni sulla vita, ma confermando che egli ottenne una certa fama dopo la sua morte.
Una fonte tarda che fornisce maggiori informazioni è Girolamo, che nel suo Chronicon o Temporum liber, composto cinque secoli dopo la morte del poeta, si ispira ad alcuni dubbi passi di Svetonio e afferma che Lucrezio sarebbe nato circa nel 94 a.C. e morto suicida nel 50 a.C. Tale dato non concorda tuttavia con quanto affermato da Elio Donato (IV secolo), maestro di Girolamo stesso, secondo il quale Lucrezio sarebbe morto quando Virgilio (nato nel 70 a.C.) indossò a 17 anni la toga virile, nell'anno in cui erano consoli per la seconda volta Crasso e Pompeo; questo dato ha indotto a credere che Lucrezio sia nato nel 98 a.C. per poi morire nel 55 a.C., all'età di quarantatré anni. Queste vengono comunemente considerate le uniche notizie biografiche tramandate direttamente dall'antichità.
Ignoto risulta anche il luogo di nascita, che tuttavia taluni hanno creduto essere la Campania e più precisamente Pompei o Ercolano, per la presenza di un Giardino Epicureo in quest'ultima città. In particolare, dall'analisi di numerose epigrafi risalenti all'epoca dell'autore latino, risulta evidente un'ingente presenza del cognome Carus nell'antico territorio campano. Pertanto, secondo la critica recente, la suddetta indagine prova (nei limiti del probabile) le origini campane di Lucrezio. Neppure la sua militanza politica sembra essere ricostruibile: il desiderio di pace accennato prima non sembra affatto ricordare il drammatico rancore dell'aristocratico, per altro solitamente stoico, che vede sgretolarsi la Repubblica e la libertà, ma il desiderio dell'«amico» epicureo, che vede nella pace e nel benessere di tutti la possibilità di fare accoliti e viver serenamente. È tuttavia rilevante il fatto che la sua opera De rerum natura sia dedicata a Memmio, fine letterato e appassionato di cultura greca, ma anche e soprattutto membro di spicco degli optimates.
Tale era del resto il suo desiderio di pace da auspicare alla fine del proemio della sua opera una «placida pace» per i Romani. Questo anelito così forte alla pace è peraltro riscontrabile non solo in Lucrezio, ma anche in Catullo, Sallustio, Cicerone, Catone l'Uticense e perfino in Cesare: esso rappresenta il desiderio di un'intera società dilaniata da un secolo di guerre civili e lotte intestine.

### Possibili ricostruzioni della vita di Lucrezio
La scarsità delle fonti sulla sua vita ha portato molti a interrogarsi persino sulla stessa esistenza del poeta, a volte considerato solo uno pseudonimo sotto il quale si celava un anonimo poeta, per alcuni un amico epicureo di Cicerone, Tito Pomponio Attico, che si suicidò in età matura perché malato, o persino lo stesso Cicerone.
Secondo lo storico Luciano Canfora, è possibile ricostruire una scarna biografia di Lucrezio: nacque in Campania nel 94 a.C. circa, a Pompei (dove aveva una villa la famiglia nobiliare di un possibile parente, Marco Lucrezio Frontone) o nella vicina Ercolano, appartenente quasi sicuramente all'antica famiglia nobile dei Lucretii (qualcuno ne fa invece un liberto della stessa famiglia). Studiò l'epicureismo proprio a Ercolano, dove si trovava un centro della «filosofia del giardino», diretta dal filosofo greco Filodemo di Gadara, allora ospite nella villa di Lucio Calpurnio Pisone, il ricco suocero di Cesare (la cosiddetta Villa dei papiri).
Secondo Girolamo, Lucrezio sarebbe stato indotto alla pazzia da un filtro d’amore e, dopo aver scritto le sue opere negli intervalli di lucidità che la pazzia gli regalava ogni tanto, morì suicida. Non esistono tuttavia notizie precedenti a Girolamo che riportino tale fatto su Lucrezio; è probabile invece che questa notizia sia nata nell’ambiente cristiano del V secolo con lo scopo di screditare il poeta per via della sua forte polemica anti-religiosa collegata alle convinzioni dell’epicureismo di cui Lucrezio fu seguace.
Secondo alcuni studiosi Lucrezio avrebbe sofferto di sbalzi d'umore, oggi chiamati disturbo bipolare o di depressione, ma non sarebbe stato pazzo. Non vi sono tuttavia prove concrete che egli soffrisse effettivamente di una qualche malattia mentale. In disaccordo con le guerre civili, avrebbe lasciato Roma prima del 54 a.C. e non sarebbe morto suicida in quell'anno, ma avrebbe viaggiato in Grecia, ad Atene, nei luoghi del maestro Epicuro, e oltre, essendo forse il suo nome conosciuto da Diogene di Enoanda (che secondo l'autore non visse nel II secolo ma nel I secolo), quindi quasi in Asia minore, nelle cui famose incisioni sotto il portico della sua casa si ricorda un certo «Caro» (nome poco diffuso), romano, e sapiente epicureo.
Non si sa se il poema fosse diffuso nell'oriente, quindi è possibile che Lucrezio si fosse davvero recato in Grecia. Lucrezio, spinto da una delusione d'amore, si sarebbe allontanato lasciando incompiuto il suo poema, affidato forse a Cicerone stesso (che difatti non parla effettivamente di suicidio ma afferma: «Lucretii poemata, ut scribis, ita sunt: multis luminibus ingenii, multae tamen artis», «le poesie di Lucrezio, come tu mi scrivi, sono dotate di molti lumi di talento, e tuttavia di molta arte», ma, forse, senza impazzire e morire (che fosse suicidandosi o perché assassinato), esagerazione della fonte di Girolamo o di qualche altro avversario di Lucrezio, e sarebbe stato forse volutamente confuso dallo stesso Girolamo con Lucullo, onde screditare l'epicureismo.
Il destinatario dell'opera, Gaio Memmio, caduto in disgrazia ed espulso dal Senato per condotta immorale, andò ad Atene nel 52 a.C., causando una nuova delusione a Lucrezio, che, tornato a Roma, sarebbe morto intorno o dopo il 50 a.C. La notizia di un filtro d'amore velenoso somministratogli da una donna di facili costumi, amante gelosa del poeta, è riportata anche da Svetonio nei confronti di Caligola e della moglie Milonia Cesonia; in questo caso è apparsa una semplice diceria, e, data l'ispirazione svetoniana (dal perduto De poetis) del passo di Girolamo su Lucrezio, anche lì sembra essere una spiegazione semplicistica, dovuta alla poca conoscenza dei disturbi psichici che si aveva all'epoca (anche per Caligola si parlò, difatti, come per Lucrezio, di epilessia e malattie fisiche misteriose che l'avrebbero fatto impazzire improvvisamente, come, nel caso di studiosi moderni, l'avvelenamento da piombo, oltre che dei detti filtri).

#### La questione del suicidio
Se Lucrezio soffrì di un disagio psichico, che lo avrebbe spinto a cercare sollievo nella filosofia, non fu a causa di un veleno, e se il suicidio ci fu (il che potrebbe spiegare l'abbandono improvviso del poema), la causa potrebbe essere stata di natura politica — come sarà più tardi il caso di Catone Uticense —, ovverosia la rovina del suo protettore Memmio e della sua cerchia culturale.
Virgilio, che lo rispettava anche se era passato dall'epicureismo, abbracciato in gioventù, alle teorie pitagoriche, parla di lui nelle Georgiche e nelle Bucoliche, definendolo "felix" (ossia "prediletto dalla dea Fortuna") e non "folle". Secondo Guido Della Valle, la V ecloga, che parla della morte di un personaggio chiamato Dafni (a volte identificato con Cesare, a volte con Flacco, il fratello di Virgilio), potrebbe riferirsi invece alla morte dello stesso Lucrezio, definita "immatura e innaturale", cioè avvenuta per cause traumatiche in giovane età. Il movente politico e morale del gesto potrebbe essere la causa del silenzio attorno ad esso e del fiorire di aneddoti per giustificarlo, dato che non si poteva cancellare la grandezza poetica di Lucrezio, con una sorta di damnatio memoriae di solito riservata ai nemici politici.
Essi erano spesso vittime delle liste di proscrizione dei vincitori, come quella di Marco Antonio che colpirà Cicerone, e molti si toglievano la vita, in quanto morte onorevole per i costumi romani; Virgilio e Orazio, estimatori di Lucrezio, facevano parte della corte di Augusto, e dovevano quindi allinearsi alla linea culturale dettata dall'imperatore, assertore dell'antica moralità e diffusore della leggenda di Cesare (per cui venivano cancellate le espressioni scomode di dissenso), e dal suo amico Mecenate, in cui l'epicureismo, se non sfumato come in Orazio appunto - così come ogni opera che non fosse celebrativa del princeps e della grandezza di Roma - non trovava spazio, per cui Lucrezio verrà ricordato solo come grande poeta, tralasciandone l'aspetto filosofico.
Secondo Della Valle, quindi, Lucrezio si sarebbe tolto la vita come gesto di protesta contro la classe politica in ascesa, o perché condannato a morte da essa.

## La figura di Lucrezio

### La scomodità di Lucrezio
Lucrezio, per il periodo in cui è vissuto, è stato un personaggio scomodo: gli ideali epicurei di cui era profondamente intriso corrodevano le basi del potere di una Roma alla vigilia della congiura di Catilina. In un'epoca di tensioni repubblicane, infatti, isolarsi dalla realtà politica nell'hortus epicureo significava sottrarsi ai negotia politici e uscire di conseguenza anche dalla sfera d'influenza del potere.
Le più forti correnti stoiche, ostili all'epicureismo, avevano permeato la classe dirigente romana in quanto più conformi alla tradizione guerriera dell'Urbe. L'epicureismo era invece presente anche attraverso il citato Filodemo e altri in Campania, dove Virgilio avrebbe approfondito la sua conoscenza dell'epicureismo. Orazio non lo nomina, ma è evidente che lo conosce, e ideologicamente gli è più vicino di altri.

### La presunta pazzia
La natura poetica del De rerum natura fa sì che Lucrezio col suo pessimismo esistenziale avanzi profezie apocalittiche, visioni quasi allucinate, critiche e ambigue espressioni, che accompagnano il poema. Alcuni teologi cristiani come San Girolamo ed altri, hanno dato di lui l'immagine di un ateo psicotico in preda alle forze del male. Appoggiandosi alla psicoanalisi qualcuno ha sostenuto che in certi bruschi cambiamenti di immagine e di pensiero ci fossero i sintomi di una pazzia delirante o di problemi di ordine psichico.
In realtà l'ipotizzata pazzia di Lucrezio appare oggi più plausibilmente un tentativo di mistificazione per screditare il poeta, così come la presunta morte per suicidio sarebbe stato l'esito di un modo di pensare perverso, che travia chi lo segue. L'ipotesi dell'epilessia poi, viene avanzata sulla base dell'arcaica credenza che il poeta fosse sempre un invasato; elemento quest'ultimo da collegare alla credenza che gli epilettici fossero sacri ad Apollo e da lui ispirati nelle loro creazioni.
Comunque altri scrittori cristiani come Arnobio e Lattanzio affermarono che egli non fosse pazzo e che non si fosse ucciso. L'ipotesi della follia e del suicidio attestata dal Chronicon di San Girolamo si fondava su illazioni di Svetonio, peraltro di difficile verifica. Potrebbe anche esserci stata una confusione dovuta all'abbreviazione Luc., impiegata indifferentemente nei codici latini per indicare i nomi di Lucillius, Lucullus e Lucretius. Plutarco scrisse infatti di un certo Licinio Lucullo, politico, generale e cultore dei piaceri, che morì dopo essere impazzito a causa di un filtro d'amore. L'errore di interpretazione dell'abbreviazione Luc. potrebbe così aver permesso lo scambio dei due personaggi.

### Lucrezio e la società romana

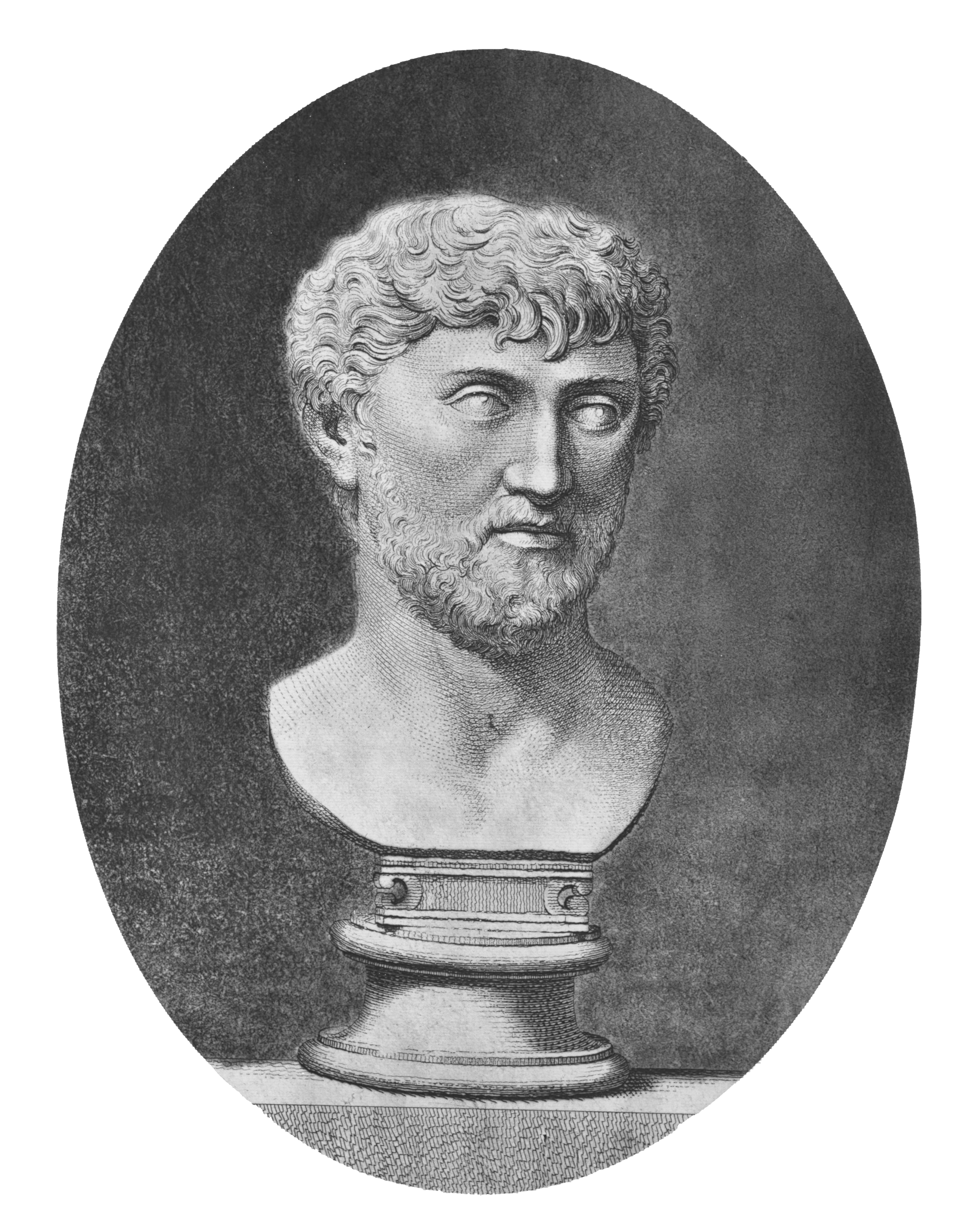
Lucrezio

A causa dell'impossibilità di ricostruire i momenti salienti della sua vita, dunque, il progetto letterario che egli volle esprimere è ricostruibile interamente solo dalla sua opera poetica, considerata tra le più vigorose d'ogni età. Bisogna ora individuare le motivazioni che spinsero Lucrezio a scrivere il De rerum natura, che fondamentalmente sono due: la prima è una ragione etico-filosofica, in quanto il poeta, affascinato dalla filosofia epicurea, desiderava invitare il lettore alla pratica di tale filosofia, incitandolo a liberarsi dall'angoscia della morte e degli dèi. La seconda motivazione invece è di carattere storico. Lucrezio era conscio che la situazione politica a Roma peggiorasse di giorno in giorno: Roma era quadro ormai di continui scontri bellici e conseguenti dissidi; giustappunto egli, con un evidente positivismo, voleva incoraggiare il cittadino-lettore romano a non perdere la fiducia verso un successivo miglioramento della situazione.
Lucrezio si proponeva di rivoluzionare il cammino di Roma, riportandolo all'epicureismo che era stato declinato in favore dello stoicismo. La prima cosa da distruggere era la convinzione provvidenzialistica stoica e più propriamente romana: non c'era un dovere romano di civilizzare "l'orbe terrifero e de le acque", come farà dire Virgilio alla Sibilla Cumana in un colloquio con Enea; non c'è una ragione seminale universale responsabile della vita nel cosmo, destinata a deflagrare per poi ricominciare un nuovo, identico, ciclo esistenziale, come voleva la fisica stoica, ma un mondo che non è unico nell'universo, peraltro infinito, essendo uno dei tanti possibili. Non c'è quindi nessun fine provvidenziale di Roma, essa è una Grande fra le Grandi, ed un giorno perirà nel suo tempo. La religione, considerata come Instrumentum regni, deve essere non distrutta, ma integrata nel contesto del viver civile come utile ma falsa. Egli afferma fin dal libro I del De rerum natura:

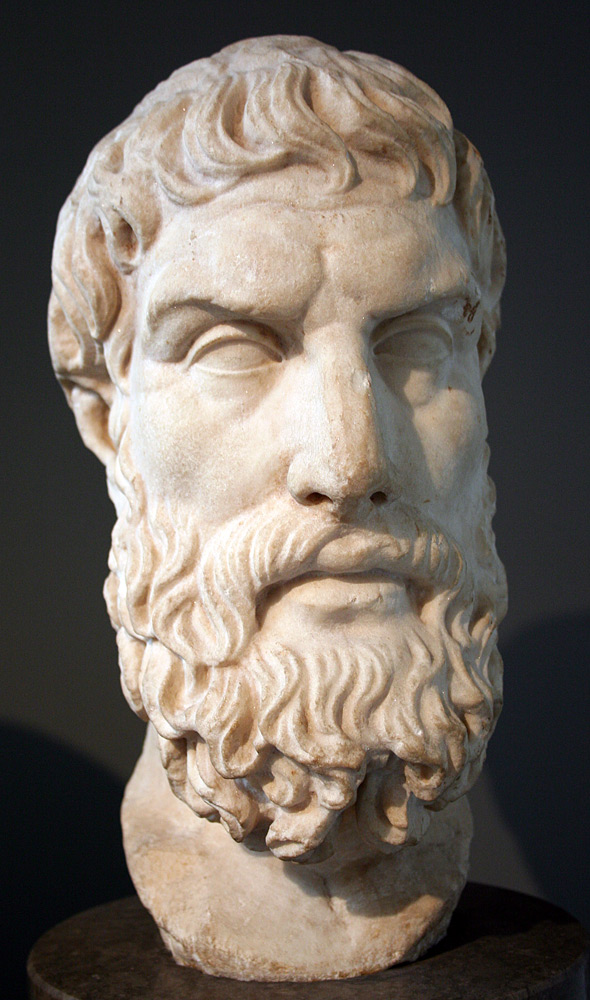
Epicuro

Lucrezio colpiva direttamente la credenza negli dèi latini sostenendo che non c'è preghiera che schiuda le fauci di una tempesta, giacché essa è regolata da leggi fisiche e gli dèi, seppur esistenti e anche loro composti da atomi così sottili che ne assicurano l'immortalità, non si curano del mondo né lo reggono; ma la religione deve essere inglobata nella scoperta e nello studio della natura, che rasserena l'animo e fa comprendere la vera natura delle cose: infatti l'unico principio divino che regge il mondo è la Divina Voluptas, Venere: il piacere, la vita stessa intesa come animazione regge l'universo, ed è l'unica cosa in grado di fermare lo sfacelo che sta portando Roma alla fine: Marte, ovvero la Guerra. Proprio per questo, egli elogia Atene, creatrice di quegli intelletti più grandi che hanno illuminato la natura e quindi l'uomo stesso, ed in ultima istanza Epicuro, sole invitto della conoscenza rasserenatrice. Non solo, egli stesso si sente quasi un poeta rasserenatore delle tempeste umane e proprio per questo si sente profondamente affine ai poeti delle origini, il cui luogo principe è in Empedocle (secondo infatti per elogi solo a Epicuro) ma con una sola grande differenza: egli non è portatore di una verità divina fra le umane genti, ma di una verità affatto umana, universale e per tutti (l'"ordine naturale"), che attecchirà ben presto per la salvezza di Roma. Epicuro è comunque, per Lucrezio, il più grande uomo mai esistito, come risulta dai tre inni a lui dedicati (chiamati anche "trionfi" o "elogi"):

## IlDe rerum natura

De rerum natura, 1570

È un poema didascalico in esametri, di genere scientifico-filosofico, suddiviso in sei libri (raccolti in diadi), comprendente un totale di 7415 versi, che illustrano fenomeni di dimensioni progressivamente più ampie: dagli atomi (I-II) si passa al mondo umano (III-IV) per arrivare ai fenomeni cosmici (V-VI). Riproduce il modello prosastico e filosofico epicureo e la struttura del poema Περὶ φύσεως (perì phýseōs) di Empedocle (anche un'opera di Epicuro aveva il medesimo titolo). Secondo i filologi vi sono corrispondenze e simmetrie interne che corrisponderebbero ad un gusto alessandrino. L'opera infatti è suddivisa in tre diadi, che hanno tutte un inizio solare ed una fine tragica. Ogni diade contiene un inno ad Epicuro, mentre il secondo e il terzo libro (in quest'ultimo è presente anche un'esposizione della sua estetica) si aprono entrambi con un inno alla scienza.
Essendo un poema didascalico, ha come modello Esiodo e quindi anche Empedocle, che aveva preso il modello esiodeo come massimo strumento per l'insegnamento della filosofia. Altri modelli potrebbero essere i poeti ellenistici Arato e Nicandro di Colofone, che usavano il poema didascalico come sfoggio di erudizione letteraria.

### Il destinatario e i destinatari
Il dedicatario dell'opera è la Memmi clara propago (I 42), ovvero il rampollo della famiglia dei Memmi, che solitamente si identifica con Gaio Memmio. Più in generale, si può dire che il destinatario che l'autore si prefigge di conquistare è il giovane aperto ad ogni esperienza, che un giorno prenderà il posto dei politici e attuerà quella rivoluzione propugnata con tanto fervore da Lucrezio. Ma, almeno con Memmio, egli fallì: da adulto divenne un dissoluto, fraintendendo il significato di piacere catastematico epicureo, e fu allontanato dal Senato probri causa, cioè per immoralità. Riparò quindi in Grecia, dove scrisse poesie licenziose e dove ce lo menziona anche Cicerone (nelle Ad Familiares), intenzionato a distruggere la casa e il giardino in cui proprio Epicuro risiedette, per costruirsi un palazzo, suscitando lo sdegno degli epicurei che fecero istanza a Cicerone stesso di intervenire per impedirglielo, senza che però Cicerone ci riuscisse.

### Lo stile
In un simile progetto Lucrezio scelse di doversi rifare ad un modello di stile arcaico, che vedeva in Livio Andronico, ma soprattutto in Ennio e in Pacuvio i modelli emuli, per motivi fra loro quanto meno vari: l'egestas linguae (povertà della lingua), lo vede costretto a dover arrangiare le lacune terminologiche e tecnicistiche con l'arcaismo, ancora che proprio Lucrezio, insieme a Cicerone, sia uno dei fondatori del lessico astratto e filosofico latino, e a colmare e ancor meglio comprendere l'oscurità del filosofo con la mielosa luce della poesia. Discendendo più in profondità nelle anguste gole del poema, si notano anche altri problemi cui dovette far fronte: primo fra tutti, come tradurre parole di pregnanza filosofica in latino, che ancora non aveva termini confacenti. Finché poté, egli evitò la semplice translitterazione (ad es. "atomus" per ἄτομος) e preferì invece usare altri termini presenti già nella sua lingua magari dandogli altra accezione oppure (come mostrato anche sopra) creando neologismi. Ed è proprio grazie all'arcaismo che Lucrezio riesce a rendere possibile tutto questo: infatti era proprio dello stile arcaico il neologismo "munificenza" ed anche un certo uso (convulso a detta di antichi e moderni) delle figure di suono quali allitterazioni, consonanze, assonanze e omoteleuti. Molto importante è anche il fatto che Lucrezio non si limitò a trasmettere il messaggio di Epicuro con un arido scritto filosofico, ma lo fece attraverso un poema che, a differenza del rigoroso linguaggio razionale della filosofia, parla per squarci imaginifici.

## Filosofia di Lucrezio

### Ontologia
Sul piano teorico l'opera di Lucrezio si caratterizza come una puntualizzazione di quella epicurea con alcune esplicazioni che nel suo referente greco non erano abbastanza chiare. Il concetto di parenklisis che Lucrezio tradurrà con clinamen mancava di definizione chiara. Nella Lettera ad Erodoto Epicuro poneva infatti la parenklisis al § 43, ma poi al § 61 parlava piuttosto di una deviazione per urto.
Il celebre passaggio del libro II del De rerum natura dice:
Lucrezio precisa poi ulteriormente le modalità del clinamen aggiungendo:
Per quanto riguarda la sfera del vivente Lucrezio la collega direttamente agli atomi nel loro processo creativo, scrivendo:

### Gnoseologia

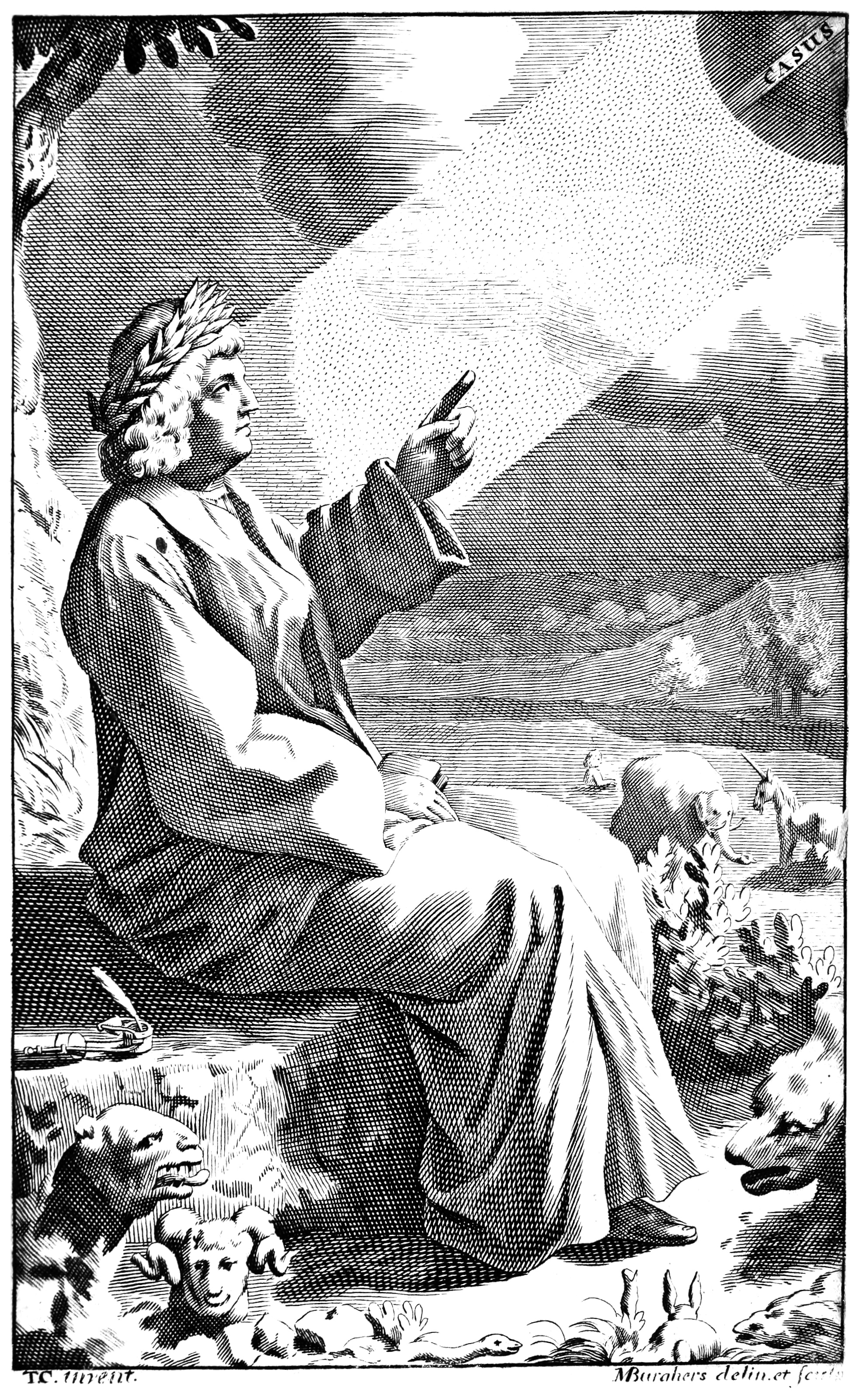
Lucrezio, incisione di Michael Burghers, 1682

Secondo Lucrezio, che riprende in maniera radicale la tesi già di Epicuro, la religione è la causa dei mali dell'uomo e della sua ignoranza. Egli ritiene che la religione offuschi la ragione impedendo all'uomo di realizzarsi degnamente e, soprattutto, di accedere alla felicità, da raggiungere attraverso la liberazione dalla paura della morte. Il poema ha come temi principali l'epicureismo, il progresso, la lacerante antinomia fra ratio e religio. La ratio è vista da Lucrezio come quella chiarità folgorante della verità «che squarcia le tenebre dell'oscurità», è il discorso razionale sulla natura del mondo e dell'uomo, quindi la dottrina epicurea, mentre la religio è ottundimento gnoseologico e cieca ignoranza, che lo stesso Lucrezio denomina spesso con il termine "superstitio". Indica l'insieme di credenze e dunque di comportamenti umani "superstiziosi" nei confronti degli dèi e della loro potenza. Poiché la religio non si basa sulla ratio essa è falsa e pericolosa.
Lucrezio afferma che sono evidenti le nefaste conseguenze della religione e adduce come esempio il caso di Ifigenia, dicendo poi che il mito è una rappresentazione falsata della realtà, come nell'Evemerismo. La religione è perciò la causa principale dell'ignoranza e dell'infelicità degli uomini.
Lucrezio riprende i temi principali della dottrina epicurea, che sono: l'aggregazione atomistica e la "parenklisis" (che egli ribattezza clinamen), la liberazione dalla paura della morte, la spiegazione dei fenomeni naturali in termini meramente fisici e biologici. Egli opera un completamento di essa in senso naturalistico ed esistenzialistico, introducendo un elemento di pessimismo, assente in Epicuro, probabilmente da attribuirsi a una personalità malinconica.
Da un punto di vista ontologico, secondo Lucrezio, tutte le specie viventi (animali e vegetali) sono state "partorite" dalla Terra grazie al calore e all'umidità originari. Ma egli avanza anche un nuovo criterio evoluzionistico: le specie così prodotte sono infatti mutate nel corso del tempo, perché quelle malformate si sono estinte, mentre quelle dotate degli organi necessari alla conservazione della vita sono riuscite a riprodursi.  Tale concezione atea, materialista, antiprovvidenzialista e storica della natura sarà ereditata e rielaborata da molti pensatori materialisti dell'età moderna, in particolare gli illuministi Diderot, d'Holbach e La Mettrie, anch'essi atei dichiarati e a loro volta divulgatori dell'ateismo; Lucrezio sarà inoltre seguito da Ugo Foscolo e Giacomo Leopardi.

### L'uomo e il progresso

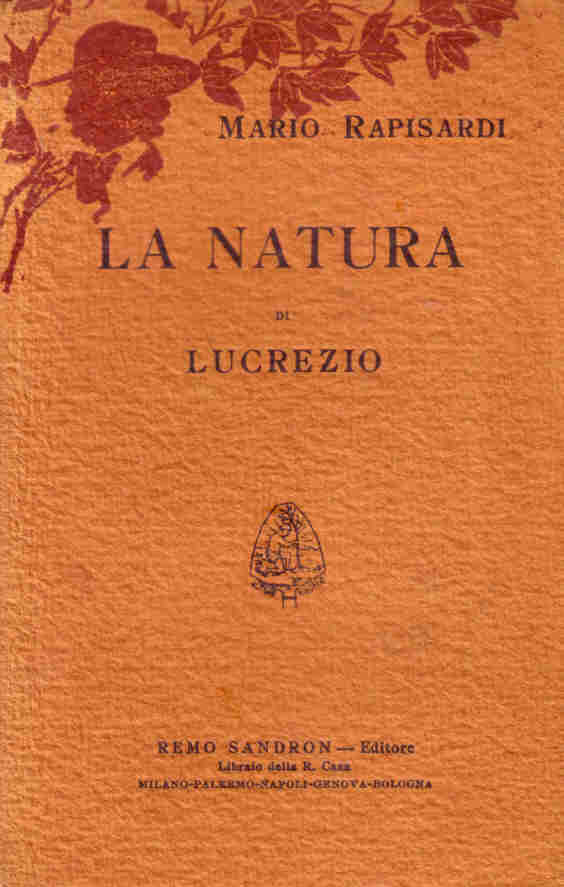
Il De rerum natura tradotto da Mario Rapisardi

Lucrezio nega ogni sorta di creazione, di provvidenza e di beatitudine originaria e afferma che l'uomo si è affrancato dalla condizione di bisogno tramite la produzione di tecniche, che sono trasposizioni della natura.
Per Lucrezio, però, il progresso non è positivo a priori, ma solo finché libera l'uomo dall'oppressione. Se è invece fonte di degradazione morale, lo condanna duramente.

### Anima e Animus
Lucrezio introduce nel III libro del De rerum natura una chiarificazione che nel mondo latino era stata trascurata generando non poche confusioni, circa il concetto di animus in rapporto a quello di anima. Egli scrive:
()
Lucrezio riprende il concetto ellenico di anima come "soffio vitale che vivifica ed anima il corpo, ciò che i greci chiamavano psyché. Questo soffio pervade tutto il corpo in ogni sua parte e lo abbandona solo “con l'ultimo respiro". L'"animus" invece è identificabile col "noùs" ellenico, traducibile in latino con mens. Dunque animus e mens paiono essere o la stessa cosa o due elementi coniugati dell'unità mentale. L'indicazione della “zona centrale del petto” come sede fa pensare al concetto di “cuore”, ricorrente ancora oggi nel linguaggio comune per indicare la sensibilità umana, centro dell'emozione e del sentimento. Parrebbe allora che l'animus sia insieme e conoscenza e emozione, mentre l'anima è soffio vitale.

### L'angoscia esistenziale
Il De rerum natura è ricchissimo di elementi tipici dell'esistenzialismo moderno, riscontrabile specialmente in Giacomo Leopardi, che dell'opera di Lucrezio era un profondo conoscitore, anche se in realtà non è noto il lasso di tempo in cui Leopardi lesse Lucrezio. Questi elementi di angoscia hanno indotto alcuni studiosi a sottolineare il pessimismo di fondo che si opporrebbe alla volontà di rinnovare il mondo a partire dalla filosofia epicurea; in altre parole, in Lucrezio ci sarebbero due spinte contrapposte; l'una dominata dalla razionalità e fiduciosa nel riscatto dell'uomo, l'altra ossessionata dalla fragilità intrinseca degli esseri viventi e dal loro destino di dolore e morte. Altri studiosi, però ritengono che l'insistenza di Lucrezio sugli aspetti dolorosi della condizione umana non sia altro che una strategia di propaganda, per fare emergere più fortemente la funzione salvifica della ratio epicurea.

## Edizioni
- De rerum natura, (Brixiae), Thoma Fer(r)ando auctore, s.d. [ma 1473] (editio princeps)
- [De rerum natura] libri sex nuper emendati, Venetiis, apud Aldum, 1500 (prima edizione aldina).
- In Carum Lucretium poetam commentarij a Joanne Baptista Pio editi, Bononiae, in ergasterio Hieronymi Baptistae de Benedictis, 1511 (prima edizione commentata).
- De rerum natura libri sex a Dionysio Lambino emendati atque restituti & commentariis illustrati, Parisiis, in Gulielmi Rovillij aedibus, 1563 (prima edizione lambiniana).
- De rerum natura libri VI, Patavii, excudebat Josephus Cominus, 1721 (prima edizione cominiana).
- De rerum natura libri sex, Revisione del testo, commento e studi introduttivi di Carlo Giussani, 4 voll., Torino, E. Loescher, 1896-98 (importante edizione critica, tuttora fondamentale).
- De rerum natura, Edizione critica con introduzione e versione a cura di Enrico Flores, 3 voll., Napoli, Bibliopolis, 2002-09.

## Traduzioni italiane
- Della natura delle cose libri sei tradotti da Alessandro Marchetti, Londra, per G. Pickard, 1717 (prima traduzione italiana).
- La natura, libri VI tradotti da Mario Rapisardi, Milano, G. Brigola, 1880.
- Della natura, a cura di Armando Fellin, Torino, UTET, 1963.
- Della natura, Versione, introduzione e note di Enzio Cetrangolo, Firenze, Sansoni, 1969.
- La natura delle cose, Introduzione di Gian Biagio Conte, Traduzione di Luca Canali, Testo latino e commento a cura di Ivano Dionigi, Milano, Rizzoli, 1990.
- La natura, Introduzione, testo criticamente riveduto, traduzione e commento di Francesco Giancotti, Milano, Garzanti, 1994.
- Lucrezio, Sotto la scure silenziosa: frammenti dal De rerum natura, traduzione di Milo De Angelis, SE, Milano, 2005 ISBN 88-7710-640-9.
- Quaderno di traduzioni. Lucrezio Shakespeare Goethe, a cura di Edoardo Sanguineti, Einaudi, Torino, 2006.
- De rerum natura di Lucrezio, traduzione di Milo De Angelis, Mondadori, Milano, 2022.